# Gironda (Cualedro)
Gironda (llamada oficialmente San Salvador da Xironda) es una parroquia y un lugar del municipio español de Cualedro, en la provincia de Orense, Galicia.

## Toponimia
La parroquia también es conocida por el nombre de San Salvador de Gironda.

## Organización territorial
La parroquia está formada por dos entidades de población:
- Xironda (A Xironda)
- A Pedrosa

## Demografía

### Parroquia
| Gráfica de evolución demográfica de Gironda (parroquia) entre 2000 y 2022 |
|                                                                           |
| Datos según el nomenclátor publicado por el INE.                          |

### Lugar
| Gráfica de evolución demográfica de Xironda (lugar) entre 2000 y 2022 |
|                                                                       |
| Datos según el nomenclátor publicado por el INE.                      |